# Prokurator (Romerska riket)
Prokurator (latin procurator förvaltare) var i Romerska riket ursprungligen den som förde talan inför rätten för någon som inte var närvarande. 
I den romerska administrationen var de en kejserlig intendent och kom vanligen från riddarståndet eller från kejserliga libertini (frigivna slavar). I provinserna var de kejsarens ställföreträdare, hanterade offentliga utgifter och förvaltade de kejserliga domänerna. I de kejserliga provinserna, där det till skillnad från de senatoriska inte fanns en kvestor, fick prokuratorn så småningom hantera rättskipning i finansiella ärenden i samband med kejsarens rätt. I mindre kejserliga provinser överlämnades ibland hela provinsstyrelsen till en prokurator, som till exempel i Judeen under Pontius Pilatus.  
Det fanns även en prokurator för fiscus under vilken prokuratorerna i provinserna lydde och även andra ämbetsmän för olika delar av finansväsendet. 